# Whalfera venatrix
Whalfera venatrix là một loài côn trùng trong họ Berothidae thuộc bộ Neuroptera. Loài này được Whalley miêu tả năm 1983.